# Bulbophyllum papulosum
Bulbophyllum papulosum là một loài phong lan thuộc chi Bulbophyllum.